# أحمد عبد الرحيم مصطفى
أحمد عبد الرحيم مصطفى ولد في سوهاج عام 1925م وتوفي عام 2002م. مؤرخ مصري، درس بجامعة القاهرة ثم بجامعة لندن حيث حصل على درجة الدكتوراه 1955م. عمل بجامعة عين شمس التي عمل بها أستاذا للتاريخ الحديث في عام 1968م ثم رئيسا لقسم التاريخ 1970م ثم وكيلا للكلية 1972م. أستاذ التاريخ العربي الحديث بجامعة الكويت منذ عام 1973. عضو بالجمعية المصرية للدراسات التاريخية التي كان أمينا عاما لها حتى مجيئه إلى الكويت والعهد دراسات الشرق الأوسط بواشنطن. اشترك في عدة مؤشرات وحلقات دراسات تاريخية في الوطن العربي وبريطانيا. أشرف على عدة رسائل في التاريخ العربي الحديث كتبها دارسون من شتى أنحاء الوطن العربي.

## حياته
ولد الدكتور أحمد عبد الرحيم مصطفى بسوهاج في حى الغياتية لأسرة متوسطة في 28 نوفمبر 1925م والتحق بجامعة فؤاد الأول- القاهرة لاحقا- في سبتمبر 1942 بقسم التاريخ الذي تخصص فيه، تخرج في يونيو 1946 بتقدير جيد جداً وكان ضمن أوائل الخريجين، واصل دراسته العليا في التاريخ الحديث في نفس الوقت الذي اشتغل فيه بالتدريس لعدة سنوات في بلده سوهاج في مرحلة التعليم الثانوي.
حصل على الماجستير من نفس الجامعة التي تخرج فيها عام 1951، وكان موضوعها علاقات مصر بتركيا في عصر الخديوي إسماعيل 1963–1879 تحت إشراف استاذه أحمد عزت عبد الكريم وناقشه فيها إلى جانب المشرف أ.د. محمد صبري السوربوني وأ.د. محمد فؤاد شكري وقد طبعت الرسالة في كتاب فيما بعد بدار المعارف عام 1967، وقد عُين في العام الذي حصل فيه على درجة الماجستير معيداً بقسم التاريخ كلية الآداب وحصل على بعثة حكومية إلى إنجلترا لدراسة الدكتوراه في التاريخ الحديث وذلك بعد أن كان قد سجل لنيل هذه الدرجة في مصر لموضوع تحت عنوان (المسألة المصرية بين عامي 1979 – 1882) بجامعة عين شمس التي عين بها عام 1951 تحت اشراف أ.د. أحمد عزت عبد الكريم ولكن بعد حصوله على البعثة 1952م التحق بجامعة لندن وسجل موضوعاً تحت عنوان (شؤون مصر الداخلية والخارجية من عام 1876 إلى عام 1882) تحت اشراف الأستاذ هالأولد بون وميدليكوت.
حصل على الدرجة عام 1955 وقد نشرت هذه الرسالة بعد ترجمتها إلى العربية فيما بعد بدار المعارف تحت عنوان «مصر والمسألة المصرية 76/1879» عام 1966، وبعدها، عاد إلى مصر ليتسلم عمله مدرسا للتاريخ الحديث المعاصر بكلية الآداب جامعة عين شمس.
انضم إلى العديد من الجمعيات والهيئات والمؤسسات العلمية المحلية والعربية والدولية. الجمعية المصرية للدراسات التاريخية – اتحاد المؤرخين العرب- اللجنة الدائمة للترقيات للأساتذة والأساتذة المساعدين- لجنة التاريخ بالمجلس الأعلى للثقافة وغيرها. وحصل على وسام المؤرخين العرب، كما حصل على الجائزة التقديرية في العلوم الاجتماعية عام 1998م.

## حياته الشخصية
تزوج عقب عودته من بعثته لإنجلترا بإسبانية كان قد تعرّف عليها خلال سنين بعثته هي أليس سايزلوبيز أنجب منها ثلاث إناث هن ياسمين وسوسن وداليا، ولم يعقب ذكورا. وقد سكن معظم وقته في حي شبرا بالقاهرة عند عودته من بعثته عام 1955، إلى أن انتقل منه إلى مصر الجديدة عام 1979.

## وفاته
وتُوفي ظهر الاثنين 25 مارس 2002م بميدان تريومف ودُفن بمسقط رأسه بسوهاج فجر اليوم التالي.

## مؤلفاته
- 1967  م – «علاقات مصر بتركيا في عهد الخديوي إسماعيل 1863-1879»، دار المعارف.
- 1952  م – «توفيق الحكيم.. أفكاره وآثاره»، المطبعة النموذجية.
- 1966  م – «مصر والمسألة المصرية 1876- 1882».
- 1961  م – «الثورة العرابية»، المكتبة الثقافية.
- 1966  م – «مشكلة قناة السويس».
- 1967  م – «تاريخ مصر السياسى من الاحتلال إلى المعاهدة».
- 1968  م – «العلاقات المصرية البريطانية 1936-1956».
- 1970  م – «موسوعة الهلال الاشتراكية» (بعض مواردها).
- 1971  م – «حركة التجديد الإسلامي في العالم العربي».
- 1973  م – «تطور الفكر السياسى في مصر الحديثة»، 1973.
- 1978  م – «الولايات المتحدة والمشرق العربي» عالم المعرفة.[2]
- 1980  م – «في أصول التاريخ العثماني»، دار الشروق.
- 1986  م – «بريطانيا وفلسطين 1945 - 1949 دراسة وثائقية»، دار الشروق للنشر والتوزيع.
- 1990  م – « عصر حككياتن»، الهيئة المصرية العامة للكتاب – (ردمك 9770123927).[3]
- 1990  م – «خرافة الحقوق التاريخية للعراق في دولة الكويت» (بالاشتراك).

### ترجمات
- 1952  م – «بريطانيا والدول العربية عرض للعلاقات الإنجليزية العربية (1920 - 1948)» تأليف م. ف. - سيتون وليمز، مكتبة الأنجلو المصرية، ترجمة وتعليق أحمد عبد الرحيم مصطفى ومراجعة أحمد عزت عبد الكريم.[4]
- 1978  م – «ألمانيا الهتلرية والمشرق العربي» لـلوكاز هير زويز، دار المعارف
- المجتمع الإسلامي والغرب (وهي ترجمة لكتاب هاملتون جب وهارولد بوون)
- 1986  م – «افتراق العالمين الإسلامي والمسيحي في المغرب والأندلس ذات السلاسل»، الكويت، 1986م، وهو ترجمة لكتاب المؤرخ أندرو هِس المعنون: Andrew Hess, The Forgotten Frontier: A History of the Sixteenth-Century Ibero-African Frontier, 1978.